# Виборчий округ 201
Виборчий округ 201 — виборчий округ в Чернівецькій області. В сучасному вигляді був утворений 28 квітня 2012 постановою ЦВК №82 (до цього моменту існувала інша система виборчих округів). Окружна виборча комісія цього округу розташовується в Чернівецькому обласному центрі естетичного виховання "Юність Буковини" за адресою м. Чернівці, вул. Героїв Майдану, 5.
До складу округу входить частина міста Чернівці (крім територій прилеглих до вулиць Заводської, Хотинської, Васіле Александрі та Дениса Лук'яновича). Виборчий округ 201 межує з округом 202 на заході, з округом 204 на півночі та з округом 203 на сході і на півдні. Виборчий округ №201 складається з виборчих дільниць під номерами 730446-730480, 730487-730550, 730553-730558, 730560 та 730564.

## Народні депутати від округу
| Ім'я                      | Фото | Партія         | Скликання | Дата набуття повноважень | Дата припинення повноважень |
| ------------------------- | ---- | -------------- | --------- | ------------------------ | --------------------------- |
| Федорук Микола Трохимович |      | Батьківщина    | 7-ме      | 12 грудня 2012           | 27 листопада 2014           |
| Федорук Микола Трохимович |      | Народний фронт | 8-ме      | 27 листопада 2014        | 29 серпня 2019              |
| Лис Олена Георгіївна      |      | Слуга народу   | 9-те      | 29 серпня 2019           |                             |

## Результати виборів

### Парламентські

#### 2019
Кандидати-мажоритарники:
- Лис Олена Георгіївна (Слуга народу)
- Федорук Микола Трохимович (самовисування)
- Михайлішин Віталій Михайлович (Опозиційна платформа — За життя)
- Фрунзе Наталія Штефанівна (Європейська Солідарність)
- Кияк Максим Тарасович (Голос)
- Зазуляк Василь Володимирович (Свобода)
- Яринич Михайло Федорович (самовисування)
- Пуршага Олександр Іванович (Батьківщина)
- Радчук Валентина Миколаївна (самовисування)
- Дідух-Кобзар Володимир Іванович (самовисування)
- Жук Галина Василівна (Сила і честь)
- Безбородько Андрій Михайлович (самовисування)
- Кубай Інна Михайлівна (Самопоміч)
- Герасимчук Юрій Михайлович (Сила людей)
- Кирпушко Ярослав Васильович (Хвиля)
- Філіпчук Валентин Олександрович (самовисування)
- Гуцул Мирослав Іванович (Патріот)
- Чевка Людмила Степанівна (самовисування)
- Андрусяк Юрій Ілліч (самовисування)
- Царюченко Ігор Володимирович (самовисування)

#### 2014
Кандидати-мажоритарники:
- Федорук Микола Трохимович (Народний фронт)
- Якимчук Наталія Яківна (Блок Петра Порошенка)
- Михайлішин Віталій Михайлович (самовисування)
- Бурега Юрій Іванович (Батьківщина)
- Горук Назар Віталійович (Радикальна партія)
- Хобзей Роман Васильович (самовисування)
- Марчук Валерій Олександрович (самовисування)
- Стрельчук Наталія Василівна (Українська республіканська партія)
- Мотовилін Євген Ігорович (Сильна Україна)
- Сорокман Олександр Васильович (Комуністична партія України)
- Самойлов Володимир Сергійович (Опозиційний блок)
- Скрипський Микола Ігорович (Блок лівих сил України)

#### 2012
Кандидати-мажоритарники:
- Федорук Микола Трохимович (Батьківщина)
- Михайлішин Віталій Михайлович (Партія регіонів)
- Марараш Галина Григорівна (УДАР)
- Бачинський Віктор Теодосович (Народна партія)
- Бордіян Іван Порфирович (Комуністична партія України)
- Струк Юлія Іванівна (самовисування)
- Довганич Віктор Михайлович (самовисування)
- Нейландт Геннадій Робертович (Мерітократична партія України)
- Шевчук Андрій Георгійович (Україна — Вперед!)
- Казимирчук Олександр Михайлович (Українська народна партія)
- Кедь Володимир Євгенович (самовисування)
- Кузнєцов Георгій Васильович (Нова політика)

## Явка
Явка виборців на окрузі: